# Kawang

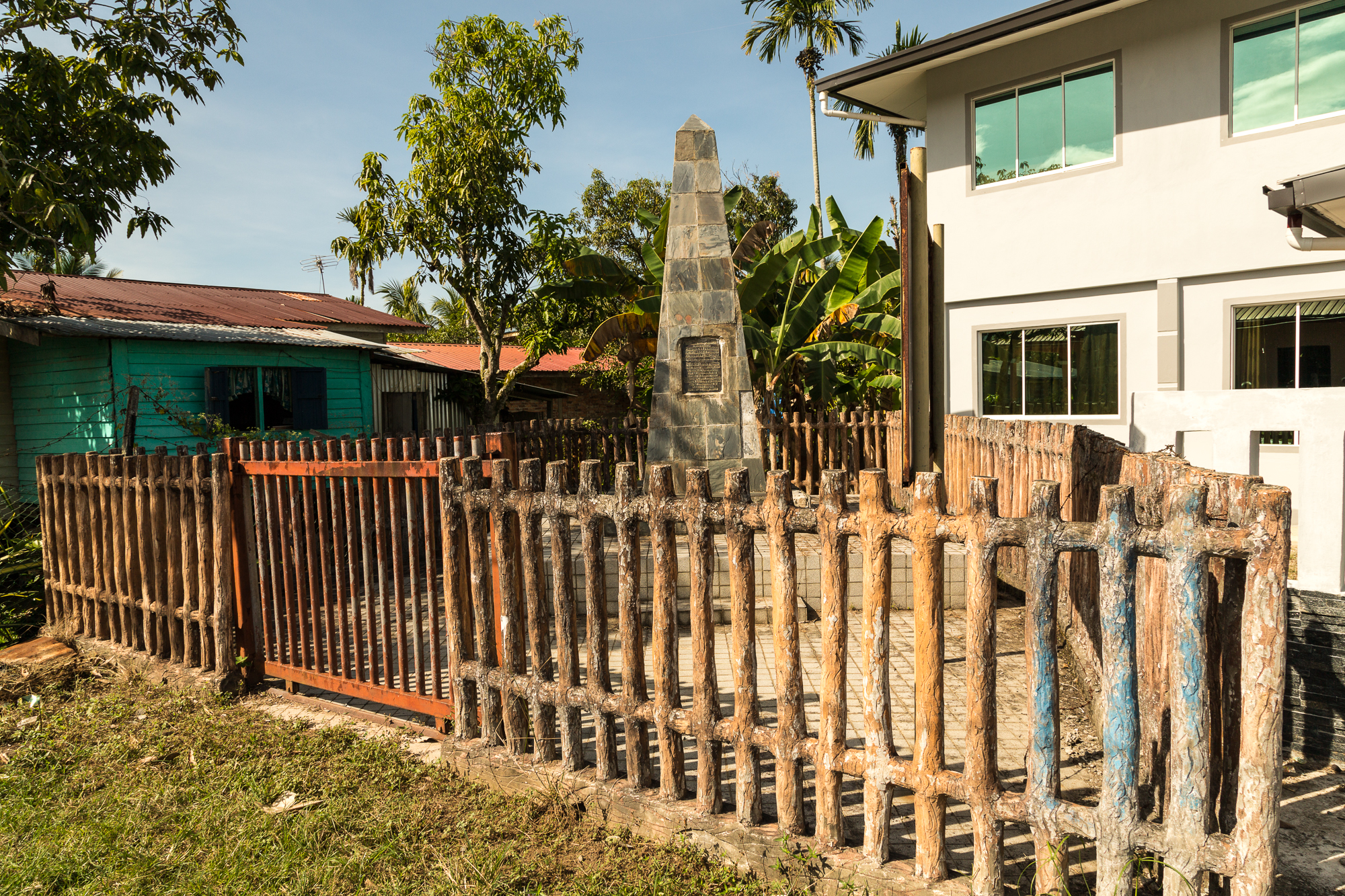
De Fontaine Memorial

Kawang ist eine Ortschaft im Westen des malaysischen Bundesstaats Sabah. Kawang liegt in der West Coast Division, etwa 30 Kilometer südlich der Landeshauptstadt Kota Kinabalu. Verwaltungstechnisch gehört die Kommune zum Distrikt Papar.

## Geschichte
Kawang war ein unabhängiges Territorium innerhalb des bruneiischen Jajahan-Systems. Kawang war als tulin im privaten Besitz von Syarif Jahir. Zwar besaß der Sultan von Brunei über den tulin immer noch souveräne Rechte, das Territorium wurde jedoch von Syarif Jahir regiert, dem auch die Erträge aus den Territorien zustanden. Er hatte den tulin von seinem Vater geerbt, der ihn wiederum von Pengiran Raja Muda Hassim übereignet bekommen hatte. Kawang war von Kadazandusun und Bajau besiedelt. Die Bajau waren von den benachbarten tulin von Pengiran Rauf zugezogen. Sie waren daher Pengiran Rauf gegenüber verpflichtet, Kopfsteuer zu bezahlen. Das führte zu Konflikten mit Syarif Jahirs Ansprüchen auf alle Erträge innerhalb seines tulin.
Nach dem Erwerb der tulin Papar und Putatan verlagerten einige der Stämme, die die Bezahlung der Kopfsteuer an die Gesellschaft ablehnten ihre Handelsaktivitäten in andere jajahan, darunter den tulin Kawang. Auch verdächtigte die North Borneo Chartered Company (BNBCC) den einflussreichen Stammesführer Kandurong, dass er den tulin Kawang nutzte, um gestohlenes Vieh dort zu verstecken. Die Gesellschaft verstärkte daraufhin ihre Bestrebungen, Kawang ebenfalls in den Besitz der BNBCC zu überführen.
Die Verhandlungen mit Syarif Jahir gestalteten sich überraschend leicht: Loyal gegenüber Pengiran Rauf bezahlten die Bajau ihre Kopfsteuer an ihn und schmälerten so die Erträge Syarif Jahirs aus dem tulin Kawang. Syarif Jahir überließ der BNBCC das Territorium Kawang schließlich am 8. Mai 1885 für die Summe von 1.300 Straits-Dollar.
Bereits am 10. Mai 1885, zwei Tage nach dem Erwerb des tulin startete die BNBCC eine Strafexpedition gegen Kandurong, die am 12. Mai zum tragischen Kawang Incident führte.

## De Fontaine Memorial
In der Nähe der Bahnstation steht das De Fontaine Memorial, das die North Borneo Chartered Company zur Erinnerung an den Kawang Incident, einen am 12. Mai 1885 aus dem Hinterhalt geführten Angriff auf die North Borneo Armed Constabulary errichten ließ.

## Infrastruktur
Kimanis liegt an der Fernstraße A2 (Pan Borneo Highway)  und ist mit einem Haltepunkt an die Eisenbahnstrecke Kota Kinabalu—Tenom der Sabah State Railway angebunden.